# Radoslav Zdravkov
Radoslav Zdravkov est un ancien footballeur bulgare né le 30 juillet 1956 à Sofia.

## Carrière joueur
- 1973-1980 : Lokomotiv Sofia  Bulgarie
- 1980-1986 : FK CSKA Sofia  Bulgarie
- 1986-1989 : Deportivo Chaves  Portugal
- 1989-1990 : Sporting Braga  Portugal
- 1990-1991 : Paços de Ferreira  Portugal
- 1991-1992 : FC Felgueiras  Portugal
- 1992-1993 : Yantra Gabrovo  Bulgarie
- 1993-1994 : PFK Litex Lovetch Bulgarie

## Palmarès
- Il remporte en 1976 le Festival International Espoirs. Il remporte également le titre du meilleur buteur.
- 71 sélections et 6 buts avec l'équipe de Bulgarie entre 1974 et 1986.

## Carrière entraineur
- 1991-1992 : FC Fulgueiras  Portugal
- 1992-1993 : Yantra Gabrovo  Bulgarie
- 1993-1994 : PFK Litex Lovetch  Bulgarie
- 2007-Jan.2008 : PFK Beroe Stara Zagora  Bulgarie
- Jan.2008-2008 : FK Spartak Varna  Bulgarie